# Passer hemileucus
El gorrión de Abd al-Kuri (Passer hemileucus) es una especie de ave paseriforme de la familia de los paséridos (Passeridae), endémica de la pequeña isla de Abd al Kuri, ubicada en el archipiélago de Socotra en el océano Índico, próxima al Cuerno de África.
En un estudio, Guy Kirwan encontró diferencias significativas con el gorrión de Socotra, y plantea que los dos gorriones podrían tener diferentes orígenes.  Sobre la evidencia de que es morfológicamente distinto, BirdLife International (y por lo tanto la Lista Roja de la UICN) lo reconoció como una especie, y fue incluido en la Lista de Aves del Mundo del COI desde diciembre de 2009. Tiene una distribución muy restringida y una población de menos de 1000 individuos, por lo que a pesar de no tener ninguna amenaza conocida se considera una especie vulnerable en la Lista Roja de la UICN.